# ホスファチジルコリン
ホスファチジルコリン（英: phosphatidylcholine, PC）とは、グリセロリン脂質の親水部としてコリンがリン酸エステル結合しており、疎水部としてグリセロール骨格に2つの脂肪酸がエステル結合した構造をしている、リン脂質の総称である。脂肪酸の組み合わせが多数あることからホスファチジルコリンに属するリン脂質は複数存在している。なお、かつてレシチンとホスファチジルコリンとが同一のものを指していた時期もあった。

## ホスファチジルコリンの例
| 脂肪酸１     | 脂肪酸２     | リン脂質名                         |
| ------------ | ------------ | ---------------------------------- |
| パルミチン酸 | オレイン酸   | POホスファチジルコリン             |
| リノール酸   | リノール酸   | DLホスファチジルコリン             |
| パルミチン酸 | パルミチン酸 | ジパルミトイルホスファチジルコリン |

## 生合成経路
ホスファチジルコリンは、以下の経路(Kennedy pathway)で生合成される。
コリン {\displaystyle {\ce {->}}} ホスホコリン {\displaystyle {\ce {->}}} CDP-コリン {\displaystyle {\ce {->}}} ホスファチジルコリン
ケネディ回路の詳細はWikipedia英語版en:CDP-choline pathway、または、Wikipathway、または、レビュー論文 (html) The Kennedy pathway. (May 2010). doi:10.1002/iub.337.が詳しい。
また、ホスファチジルコリンはホスファチジルエタノールアミンのメチル化によっても生合成される。
エタノールアミン {\displaystyle {\ce {->}}} ホスホエタノールアミン {\displaystyle {\ce {->}}} CDP-エタノールアミン {\displaystyle {\ce {->}}} ホスファチジルエタノールアミン {\displaystyle {\ce {->}}} ホスファチジルコリン
ホスファチジルエタノールアミンのメチル化反応はホスファチジルエタノールアミン-N-メチルトランスフェラーゼによって触媒され、ホスファチジルエタノールアミン1分子とS-アデノシル-L-メチオニン3分子から、S-アデノシル-L-ホモシステイン3分子とホスファチジルコリン1分子を生成する。

## 摂取
| 食品名                            | ホスファチジルコリン 含有量(mg/100g) |
| --------------------------------- | ------------------------------------ |
| たまご (全卵、生)                 | 240.0                                |
| パセリ (スパイス、乾燥)           | 72.0                                 |
| 鶏 (ブロイラ、肉、ロースト)       | 54.0                                 |
| 鶏 (肝臓、ゆで)                   | 210.0                                |
| 鶏 (肝臓、生)                     | 120.0                                |
| 豚 (ベーコン、生)                 | 32.0                                 |
| 豚 (ベーコン、レンジ)             | 89.0                                 |
| 豚 (挽き肉、生)                   | 45.0                                 |
| 豚 (挽き肉、調理済)               | 59.0                                 |
| えだまめ (冷凍)                   | 43.0-46.0                            |
| アーモンド                        | 40.0                                 |
| 牛 (挽き肉、95%赤身、生)          | 59.0                                 |
| 牛 (挽き肉、95%赤身、ゆで)        | 72.0                                 |
| 牛 (肝臓、95%赤身、生)            | 170.0                                |
| 牛 (肝臓、95%赤身、調理)          | 250.0                                |
| たら(北大西洋、調理済)            | 33.0                                 |
| サーモン (北大西洋、養殖、生)     | 22.0                                 |
| サーモン (北大西洋、養殖、調理済) | 37.0                                 |
| ビーナッツバター (スムースタイプ) | 38.0                                 |
| ビーナッツ (生)                   | 32.0                                 |
| 大豆(完熟種子、生)                | 65.0                                 |